# Miklós de Sorgo
Miklós de Sorgo – węgierski kierowca rajdowy i wyścigowy.

## Biografia
Pod koniec lat 50. zadebiutował na trasach rajdowych za kierownicą Wartburga Sport. W 1964 roku zdobył tym samochodem mistrzostwo Węgier w klasie C. Od 1965 roku rywalizował Simką 1000. W tym samym roku zadebiutował w wyścigach Wschodnioniemieckiej Formuły 3, w której uczestniczył do 1972 roku. Uczestniczył również w wyścigach górskich.

## Wyniki
| Legenda oznaczeń w tabelach wyników Wyświetl szablon na nowej stronie | Legenda oznaczeń w tabelach wyników Wyświetl szablon na nowej stronie                                                                     |
| Oznaczenie                                                            | Wyjaśnienie |
| --------------------------------------------------------------------- | --- |
| Złoty                                                                 | Zwycięzca lub mistrzostwo |
| Srebrny                                                               | 2. miejsce lub wicemistrzostwo |
| Brązowy                                                               | 3. miejsce lub II wicemistrzostwo |
| Zielony                                                               | Ukończył, punktował (w klasyfikacji generalnej, gdy zdobył co najmniej jeden punkt na przestrzeni sezonu, poza trzema powyższymi opcjami) |
| Niebieski                                                             | Ukończył, nie punktował (w klasyfikacji generalnej, gdy nie zdobył co najmniej jednego punktu na przestrzeni sezonu)                      |
| Czerwony                                                              | Nie zakwalifikował się (NZ) |
| Czerwony                                                              | Nie prekwalifikował się (NPK) |
| Różowy                                                                | Nie ukończył (NU) |
| Różowy                                                                | Niesklasyfikowany (NS) (w klasyfikacji generalnej, gdy nie został sklasyfikowany w żadnym wyścigu sezonu)                                 |
| Czarny                                                                | Zdyskwalifikowany (DK) |
| Czarny                                                                | Wykluczony (WYK/EX) |
| Biały                                                                 | Nie wystartował (NW) |
| Biały                                                                 | Kontuzjowany (K/INJ) |
| Biały                                                                 | Wyścig odwołany (OD/C) |
| Bez koloru                                                            | Został wycofany (WYC/WD) |
| Bez koloru                                                            | Nie przybył (NP/DNA) |
| Bez koloru                                                            | Nie brał udziału w treningach (NT/DNP) |
| Bez koloru                                                            | Nie został zgłoszony (–) |
| Pogrubienie                                                           | Start z pole position |
| Kursywa                                                               | Najszybsze okrążenie wyścigu |
| †                                                                     | Nie ukończył, ale jego rezultat został zaliczony ze względu na przejechanie więcej niż 90% dystansu wyścigu.                              |
| *                                                                     | Sezon w trakcie |
| 1/2/3                                                                 | Punktowana pozycja w sprincie kwalifikacyjnym                                                                                             |
| Lista systemów punktacji Formuły 1                                    | |

### Puchar Pokoju i Przyjaźni
| Rok  | Samochód | Silnik   | Wyniki w poszczególnych eliminacjach | Wyniki w poszczególnych eliminacjach | Wyniki w poszczególnych eliminacjach | Wyniki w poszczególnych eliminacjach | Pkt. | Msc. |
| ---- | -------- | -------- | ------------------------------------ | ------------------------------------ | ------------------------------------ | ------------------------------------ | ---- | ---- |
| 1966 |          |          |                                      |                                      |                                      |                                      | 0    | NS   |
| 1966 | Melkus   | Wartburg | 13                                   | -                                    | -                                    | -                                    | 0    | NS   |
| 1967 |          |          |                                      |                                      | Czechosłowacja                       |                                      | 0    | NS   |
| 1967 | Melkus   | Wartburg | -                                    | -                                    | -                                    | NU                                   | 0    | NS   |

### Wschodnioniemiecka Formuła 3
| Rok  | Zespół             | Samochód | Silnik   | Wyniki w poszczególnych eliminacjach | Wyniki w poszczególnych eliminacjach | Wyniki w poszczególnych eliminacjach | Wyniki w poszczególnych eliminacjach | Wyniki w poszczególnych eliminacjach | Wyniki w poszczególnych eliminacjach | Pkt. | Msc. |
| ---- | ------------------ | -------- | -------- | ------------------------------------ | ------------------------------------ | ------------------------------------ | ------------------------------------ | ------------------------------------ | ------------------------------------ | ---- | ---- |
| 1965 |                    |          |          |                                      |                                      |                                      |                                      |                                      |                                      | 0    | NS   |
| 1965 | Spartacus Budapest | Melkus   | Wartburg | -                                    | -                                    | -                                    | -                                    | 10                                   | -                                    | 0    | NS   |
| 1967 |                    |          |          |                                      |                                      |                                      |                                      |                                      |                                      | 0    | NS   |
| 1967 | Spartacus Budapest | Melkus   | Wartburg | -                                    | -                                    | -                                    | -                                    | -                                    | NU                                   | 0    | NS   |
| 1969 |                    |          |          |                                      |                                      |                                      |                                      |                                      |                                      | 0    | NS   |
| 1969 | Spartacus Budapest | Cosworth | Ford     | 11                                   | -                                    | -                                    | -                                    |                                      |                                      | 0    | NS   |
| 1970 |                    |          |          |                                      |                                      |                                      |                                      |                                      |                                      | 0    | NS   |
| 1970 | Spartacus Budapest | Cosworth | Ford     | NU                                   | -                                    | NU                                   | -                                    | NU                                   |                                      | 0    | NS   |
| 1971 |                    |          |          |                                      |                                      |                                      |                                      |                                      |                                      | 0    | NS   |
| 1971 | Spartacus Budapest | Melkus   | Wartburg | -                                    | -                                    | -                                    | ?                                    | -                                    |                                      | 0    | NS   |
| 1972 |                    |          |          |                                      |                                      |                                      |                                      |                                      |                                      | 0    | NS   |
| 1972 | Spartacus Budapest | Melkus   | Wartburg | -                                    | -                                    | NU                                   | -                                    |                                      |                                      | 0    | NS   |